# Almeida de Sayago
Almeida de Sayago – gmina w Hiszpanii, w prowincji Zamora, w Kastylii i León, o powierzchni 76,37 km². W 2011 roku gmina liczyła 561 mieszkańców.